# Tom Hilde
Tom Andrè Hilde, född 22 september 1987 i Bærum, är en norsk backhoppare som tävlar för Asker Skiklubb.

## Karriär
Tom Hilde debuterade i världscupen 10 mars 2006 i Lillehammer. Han blev nummer 19. Han hade som bäst en fjärdeplats i Zakopane första säsongen i världscupen. Hilde har 6 säsonger i världscupen. Hans bästa placering totalt kom i säsongen 2007/2008 då han blev nummer 4. Han blev nummer 5 säsongen 2010/2011. Han har 3 segrar i deltävlingar i världscupen. Den första kom 12 januari 2008 i Val di Fiemme (vilket gjorde Tom Hilde till den allra yngste norrman som någonsin vunnit en tävling i världscupen) och den senaste 6 januari 2011 i Bischofshofen. Han har också tävlat 7 säsonger i laghoppningen i världscupen och har 6 segrar i deltävlingar tillsammans med sina norska lagkamrater.  
Säsongen 2006/2007 debuterade han i tysk-österrikiska backhopparveckan. Han blev nummer 3 totalt i backhopparveckan säsongen 2010/2011.
Tom Hilde har startad i  Sommar-Grand-Prix 6 gånger. Bästa placeringen kom 2011 då han blev nummer 3. Han har två delsegrar i Sommar-Grand-Prix från Hakuba augusti 2011.
Bland hans största meriter hittills är en bronsmedalj i laghoppningen vid de olympiska vinterspelen 2010 då han tillsammans med det norska laget vann bronset efter segrande Österrike och de tyska silvermedaljörerna. Hilde har fyra silvermedaljer vid världsmästerskapen i nordisk skidsport. Under VM 2007 i Sapporo kom han tvåa med det norska laget 46, 9 poäng efter suveräna österrikiska laget. I  VM 2009 i Liberec tog norrmännen en ny silvermedalj efter österrikarna,  33,5 poäng bak denna gången. I VM 2011 på hemmaplan i Oslo var det lagtävlingar i backhoppningar både i normalbacken och i stora backen. Det var stora förväntningar till det norska laget med. Det blev silvermedaljer i båda lagtävlingarna. I normalbacken var Anders Jacobsen, Bjørn Einar Romøren, Anders Bardal och Tom Hilde 25 poäng efter Österrike. I lagtävlingen i stora backen kom Johan Remen Evensen in i laget i stället för Bjørn Einar Romøren. Norska laget kunde dock inte hindra att Österrike tog sin femte guldmedalj i laghopp (på fyra VM i rad). Norrmännen var 43,6 poäng efter Österrike och 3,8 poäng före bronsvinnarna från Slovenien.
Tom Hilde tog en bronsmedalj vid världsmästerskapen i skidflygning 2008 i Oberstdorf. Det norska laget kom 100, 1 poäng, igen efter suveräna Österrike och 23, 8 poäng efter Finland. I den individuella tävlingen kom Hilde på en elfte plats sammanlagt.
Hilde har vunnit 5 guldmedaljer i lagtävlingar i norska mästerskapen, 2007 i Molde, 2008 i Trondheim, 2009 i Raufoss, 2010 i Vikersund och 2011 i Sprova. Han har en silvermedalj i NM-lagtävlingen i Heddal 2006. I individuella tävlingar har han en silvermedalj i stora backen från mästerskapen i Trondheim 2008 och en bronsmedalj från Lillehammer 2009, också stora backen.
Hans längsta hopp hittills kom i Vikersundsbacken 2011. Hoppet noterades till 223,5 meter.

## Annat
Den 30 december 2011 föll Tom Hilde otäckt i Oberstdorf efter ett hopp som noterades till 131,5 meter. Hilde skadade sig svårt med bland annat en frakturs i ryggen. Dock gjorde han comeback i backhoppstävlingar på elitnivå redan i februari 2012. I världscuptävlingen i skidflygningsbacken i Oberstdorf 18 februari 2012 blev han nummer 11 som bästa norrman.